# Венгерское завоевание Паннонской равнины

Миграция венгров, 893—902 годы

Завоевание Паннонии, именуемое в официальной венгерской историографии «эпоха обретения родины на Дунае» (венг. Honfoglalás — «обретение родины»), — период истории венгерского народа, охватывающий вторую половину IX века (до 896 года), когда древневенгерская конфедерация племён во главе с Арпадом и Курсаном переселилась из Северного Причерноморья на Паннонскую равнину (то есть на территорию современной Венгрии). Основной эпизод венгерского вторжения в Европу.
Венгерские племена полукочевников-скотоводов, родиной которых современные исследователи считают области к западу от Урала, в I тысячелетии нашей эры переселились предположительно в бассейн Камы, затем — в причерноморские и приазовские степи, где долгое время находились под властью хазар. После того, как в 895—896 годах венгры (именуемые в русских летописях уграми) перешли Карпаты и заняли земли Паннонской равнины, произошли освоение ими земледелия и переход к оседлому образу жизни.
Раннесредневековая археологическая белобродская культура, процветавшая в X—XI веках в Центральной Европе, представляет собой синтез культуры завоевателей-венгров, привнесённой в Карпатский бассейн около 900 года, и более ранних культур, существовавших на территории современных Сербии, Венгрии, Румынии, Словакии и Хорватии до венгерского завоевания. Согласно В. В. Седову территория белобродской культуры включала современную Венгрию, юг Словакии и часть сербской Воеводины. В начале XI века Венгерское княжество становится Венгерским королевством, тогда же было принято католичество.

## Палеогенетики о предках венгров
У венгерских завоевателей из Карпатского бассейна, живших в конце IX века, определены 7 Y-хромосомных гаплогрупп: C2-M217 (6,25 %), G2a-L156 (18,75 %), I2a-P37 (12,5 %), J1-M267 (6,25 %), N3a-L708 (37,5 %), R1a-Z93 (12,5 %) и R1b-L23 (6,25 %). Кушнаренковская культура (популяция зауральской стоянки Уелги на озере Уелги) и популяции, связанные с ломоватовской и неволинской культурами (Предуралье — западная оконечность Урала), обнаруживают обширные генетические связи с венграми-завоевателями Прикарпатья. Образцы из групп Уелги+Каранаево и Чиялик (Горново) принадлежат к одной Y-хромосомной гаплогруппе N1a1a1a1a2a1c-B539/PH3340 (ISOGG v15.73), соответствующей генетическому составу Волго-Уральского региона. Они сгруппированы вместе с образцами из Уелги и современными хантами, манси и венграми, а также с башкирами и татарами Волго-Уральского региона. 36,8 % известных отцовских линий венгерских завоевателей принадлежат к Y-хромосомной гаплогруппе N, хотя у современных венгров она встречается редко (1-2 %). Внутри Y-хромосомной гаплогруппы N1a1-M46 субклад N1a1a1a1a2-Z1936 (ISOGG v15.73), выявленный у венгров-завоевателей, потенциально представляет родство между представителями уральской языковой семьи. У некоторых венгров-завоевателей определили нижестоящий субклад N1a1-F4205. У венгров-завоевателей определены митохондриальные макрогаплогруппы A, B, C, D, F, G, H, J, K, M, N, T, U и V, которые найдены и в восточных выборках, а также митохондриальные макрогаплогруппы I, W, X и Y, которые могли попасть к ним из других источников. В митохондриальной гаплогруппе H1b митохондриальная последовательность сына Ефросиньи Мстиславны — короля Белы III — не выявлена в восточных выборах, но имеет самое близкое отношение к человеку из могилы группы KL-VI Карпатского бассейна. 

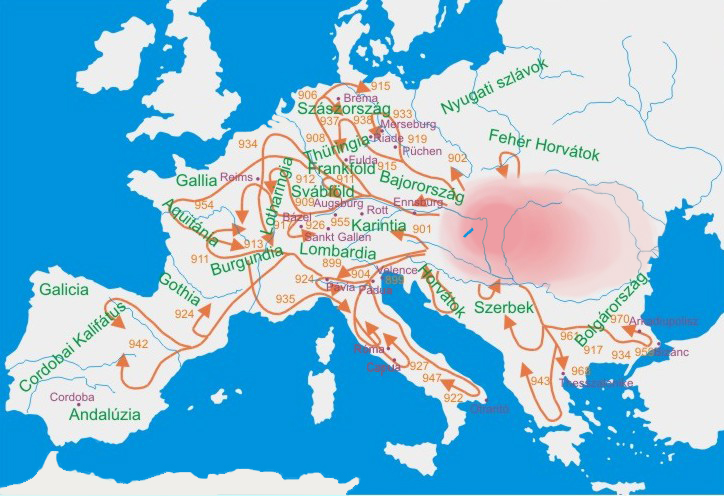
Вторжение венгерских кочевников в Европу

Согласно F3-статистике, основная примесь в венгерских геномах периода завоевания Паннонии происходила от европейских популяций эпохи бронзы и от предков современных нганасан. Манси-сарматскую компоненту венгры периода завоевания получили примерно около 643—431 годов до н. э., а компоненту, связанную с манси-скифами/хань, — около 217—315 годов н. э. Согласно методу главных компонент (англ. principal component analysis, PCA), венгерские геномы периода завоевания генетически близки к современным башкирам и поволжским татарам, а также к восточным скифам, к западным и тянь-шаньским гуннам. Европейская (славянская) Y-хромосомная гаплогруппа I2a1a2b1a1a-Y3120 также была специфична для группы венгров-завоевателей, особенно для элиты, и очень часто сопровождалась восточными митохондриальными линиями. «Динарская» линия I2a1a2b-L621 могла принадлежать славянам, женившимся на венгерках. Эта информация соответствует сообщению Константина VII Багрянородного в «De Administrando Imperio», где говорится о том, что белые хорваты женятся и дружат с турками (венграми).

## Русские летописи о миграциях угров
Состав и содержание всех записей о войнах угров в Повести временных лет под 6406/898 годом представляют собой единые по содержанию и близкие по форме записи:
Пришедше [угри] от востока и устремишася чересъ горы великия <…> и почаша воевати на живущая ту волохи и словени. Седяху бо ту преже словени, и волохове прияша землю словеньску. Посем же угри прогнаша волъхи, и наследиша землю ту, и седоша съ словены, покоривше я под ся <…>. И начаша воевати угри на греки и поплениша землю Фрачьску и Макидоньску доже и до Селуня. И начаша воевати на мораву и на чехи.